# Crocidura picea
Crocidura picea је сисар из реда Soricomorpha.

## Угроженост
Ова врста се сматра угроженом.

## Распрострањење
Ареал врсте је ограничен на једну државу. 
Камерун је једино познато природно станиште врсте.

## Станиште
Станишта врсте су шуме и планине. 
Врста је по висини распрострањена од 1200 до 1800 метара надморске висине.